# Balzers
Balzers (Baltsers nel dialetto locale alemannico) è uno dei comuni del principato del Liechtenstein, quarto in ordine di popolazione.

## Monumenti e luoghi d'interesse
La cittadina è dominata dal Burg Gutenberg, l'antico castello, del XIII secolo.
In occasione del 50º anniversario di regno, nel 1908, il principe Giovanni II del Liechtenstein dispose la costruzione della chiesa parrocchiale, dedicata a San Nicola di Mira: per questa ragione la chiesa è chiamata anche "chiesa del Giubileo".

## Geografia antropica

### Frazioni
- Mäls

## Società

### Evoluzione demografica
Abitanti censiti